# Pilea tutensis
Pilea tutensis är en nässelväxtart som beskrevs av A.K. Monro. Pilea tutensis ingår i släktet pileor, och familjen nässelväxter. Inga underarter finns listade i Catalogue of Life.